# Bouilh-Péreuilh
Bouilh-Péreuilh település Franciaországban, Hautes-Pyrénées megyében. Lakosainak száma 121 fő (2022. január 1.). Bouilh-Péreuilh Peyrun, Castelvieilh, Castéra-Lou, Collongues, Jacque, Louit, Marseillan, Pouyastruc és Soréac községekkel határos.

## Népesség
A település népességének változása:
| Lakosok száma | 94   | 87   | 91   | 94   | 101  | 109  | 111  | 115  | 121  |
|               | 2013 | 2015 | 2016 | 2017 | 2018 | 2019 | 2020 | 2021 | 2022 |